# Artibeus cinereus
Artibeus cinereus är en däggdjursart som först beskrevs av Paul Gervais 1856.  Artibeus cinereus ingår i släktet Artibeus, och familjen bladnäsor. IUCN kategoriserar arten globalt som livskraftig. Inga underarter finns listade i Catalogue of Life.
Denna fladdermus förekommer i norra Sydamerika från södra Venezuela och östra Colombia till Amazonfloden i Brasilien. Habitatet utgörs främst av skogar men arten uppsöker även savanner (Cerradon) och fruktträdodlingar.
I genomsnitt har arten en kroppslängd (huvud och bål) av 55 mm, 40 mm långa underarmar, 11,5 mm långa bakfötter, 16,7 mm långa öron och en vikt av 13 g. Liksom flera andra släktmedlemmar har Artibeus cinereus lodräta vita strimmor i ansiktet samt hudflikar (bladet) på näsan. Pälsfärgen är allmänt brun, ibland med en ljusare strupe.
Individerna vilar i träd och bildar där mindre flockar. De äter frukter och några insekter. Ibland bygger de ett slags tält av stora blad.